# Franz Allers

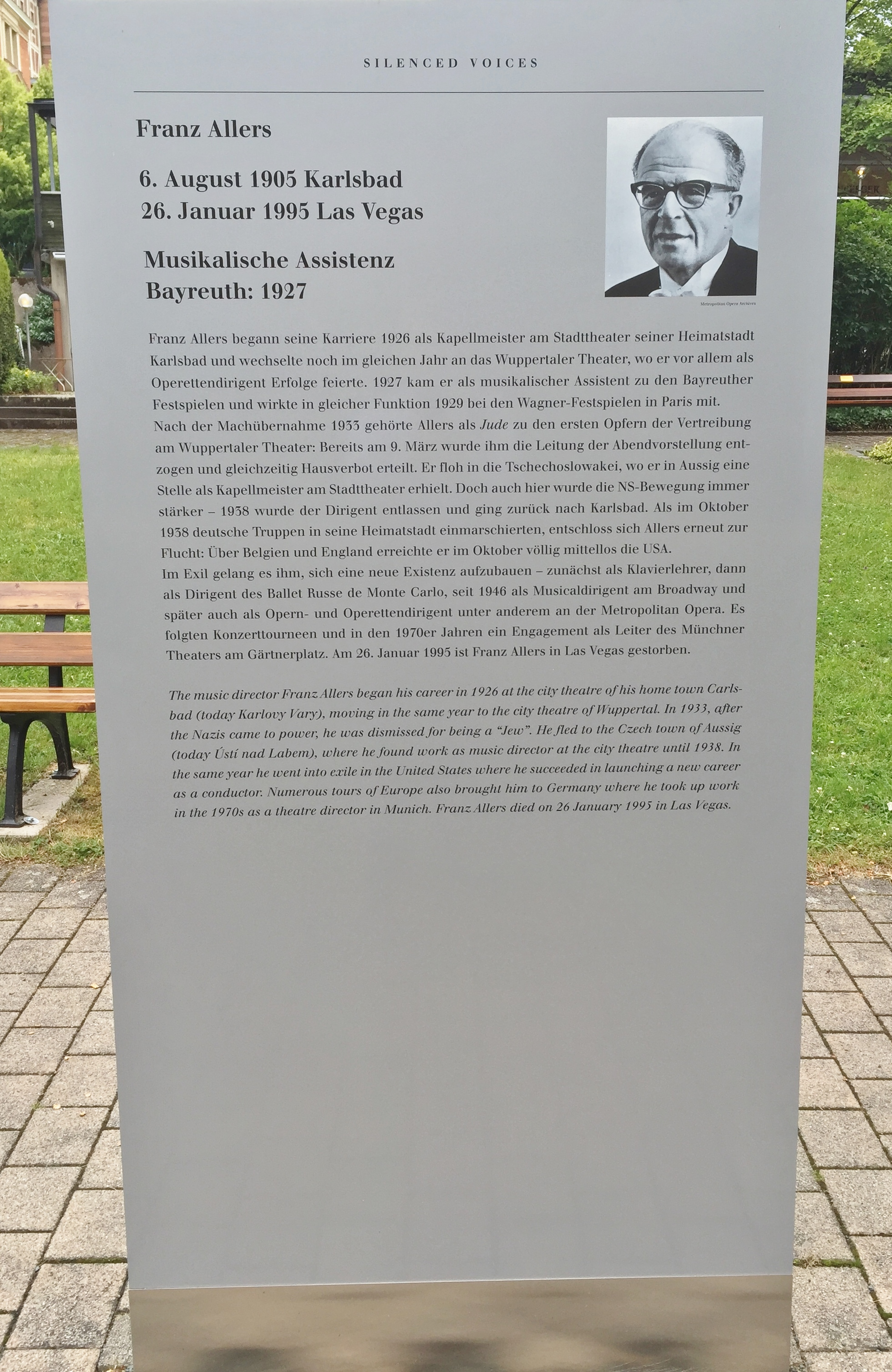
Gedenktafel für Franz Allers in Bayreuth

Franz Allers (* 6. August 1905 in Karlsbad, Böhmen; † 26. Januar 1995 in Las Vegas, Nevada) war ein US-amerikanischer Dirigent böhmischer Herkunft.

## Leben
Der Sohn eines Rechtsanwalts studierte von 1923 bis 1926 an der Staatlichen Hochschule für Musik Berlin. Allers wurde bereits während seines Musikstudiums Chormeister beim Schubert-Chor Berlin. Von 1926 bis 1933 hatte er die Stelle als Erster Kapellmeister an dem damaligen Vereinigten Stadttheater Barmen-Elberfeld in Wuppertal. Er hatte Engagements 1927 als Assistent bei den Bayreuther Festspielen und im Jahr 1929 bei den Wagner-Festspielen Paris.
1933 wurde er wegen seiner jüdischen Herkunft vertrieben und ging als Kapellmeister in die Tschechoslowakei an das Stadttheater nach Aussig. Die Sudetendeutschen Nazis vertrieben ihn 1938 auch dort, und Allers floh in die Vereinigten Staaten. Zunächst schlug er sich als Klavierlehrer durch und begleitete die Ballets Russes de Montecarlo auf Tourneen. Ab 1946 gelang ihm eine Broadway-Karriere und er dirigierte die Uraufführungen einer Reihe Musicals von Alan Jay Lerner und Frederick Loewe, so Brigadoon (1947) und Paint Your Wagon (1951). Am 15. März 1956 leitete er die Uraufführung von My Fair Lady am Broadway und 1961 auch die Premiere der deutschen Fassung im Theater des Westens Berlin.
Nachdem die Zusammenarbeit von Lerner und Loewe 1962 geendet hatte, kehrte Allers 1973 nach Deutschland zurück, wo er noch bis 1976 Chefdirigent des Gärtnerplatztheaters war. 1974 war im TV-Film der Operette Die schöne Helena in prominenter Besetzung als Regisseur und Conférencier tätig. Seinen Wohnsitz hatte er in München, als er 89-jährig auf einer Reise nach Kalifornien verstarb.
Allers erhielt 1957 den Tony Award/Bester Dirigent und Musikdirektor für My Fair Lady und 1961 für das Musical Camelot.